# Molièrebuurt
De Molièrebuurt is een onderdeel van de Rotterdamse wijk Lombardijen in het stadsdeel IJsselmonde.
De Molièrebuurt ligt in het zuidwestelijke deel van Lombardijen en wordt begrensd door de Spinozaweg in het noorden, de Pascalweg in het noordoosten, de Maeterlinckweg in het zuiden en de Vaanweg / Victor Hugoweg in het westen.
Het Spinozapark ligt tussen in de hoek van de Spinozaweg, de Pascalweg en wordt afgegrensd door de Guido Gezelleweg in het zuidwesten.
Algemene instanties zijn:
- Kinderboerderij de Kooi
- Algemeen bijzondere basisschool S. Jonkerenschool
- A.J. Schreuder basisschool
- Basisschool Sam Sam
- De Mercatussporthal
- Gymlokalen aan de Molièrebuurt en de Guido Gezelleweg
- Educatieve tuinen Scottstraat
- Albeda College (Economie)
- Volkstuincomplexen Lombardijen
- Speeltuin Pascal
- Bouwspeeltuin Maeterlinck
- Johanneskerk
- Rooms-katholieke kerk Lombardijen

De Van de Woestijnestraat en de Dumasstraat zijn twee winkelstraten in de Molièrebuurt.
Beverwaard

Groot-IJsselmonde:
De Veranda ·
Groenenhagen-Tuinenhoven ·
Hordijkerveld ·
Kreekhuizen ·
Reyeroord ·
Sportdorp ·
Zomerland

Lombardijen:
Homerusbuurt ·
Karl Marxbuurt ·
Molièrebuurt ·
Smeetsland ·
Zenobuurt

Oud-IJsselmonde
Rotterdam Centrum ·
Rotterdam-Noord ·
Rotterdam-Oost ·
Rotterdam-West ·
Rotterdam-Zuid ·
110-Morgen ·
Afrikaanderwijk ·
Agniesebuurt ·
Bergpolder ·
Beverwaard ·
Blijdorp ·
Blijdorpse polder ·
Bloemhof ·
Boomgaardshoek ·
Bospolder-Tussendijken ·
CS-kwartier ·
Carnisserbuurt ·
Cool ·
Crooswijk ·
De Esch ·
De Veranda ·
Delfshaven ·
Delfshaven-Schiemond ·
Dijkzigt ·
Feijenoord ·
Gadering ·
Groenenhagen-Tuinenhoven ·
Groot-IJsselmonde ·
Heijplaat ·
Het Lage Land ·
Hillegersberg ·
Hillesluis ·
Homerusbuurt ·
Hordijkerveld ·
Kandelaar ·
Karl Marxbuurt ·
Katendrecht ·
Kiefhoek ·
Kleinpolder ·
Kleiwegkwartier ·
Kop van Zuid ·
Kralingen ·
Kralingse Veer ·
Kreekhuizen ·
Landzicht ·
Liskwartier ·
Lloydkwartier ·
Lombardijen ·
Meeuwenplaat ·
Middelland ·
Middengebied ·
Millinxbuurt ·
Molenlaankwartier ·
Molièrebuurt ·
Nesselande ·
Nieuw Engeland ·
Nieuw-Mathenesse ·
Nieuwe Westen ·
Nooddorp ·
Noordereiland ·
Ommoord ·
Oosterflank ·
Oud-Charlois ·
Oud-IJsselmonde ·
Oud-Mathenesse ·
Oude Noorden ·
Oude Westen ·
Oudeland ·
Overschie ·
Pendrecht ·
Prinsenland ·
Provenierswijk ·
Reyeroord ·
Rubroek ·
Sagenbuurt ·
Scheepvaartkwartier ·
Schiebroek ·
Schiemond ·
's-Gravenland ·
Smeetsland ·
Spaanse Polder ·
Spangen ·
Sportdorp ·
Stadsdriehoek ·
Struisenburg ·
Tarwewijk ·
Terbregge ·
Tussenwater ·
Varenbuurt ·
Vondelingenplaat ·
Vreewijk ·
Waalhaven ·
Westpunt ·
Wielewaal ·
Witte Dorp ·
Zalmplaat ·
Zenobuurt ·
Zestienhoven ·
Zevenkamp ·
Zomerland ·
Zuidwijk